# Thomas Soltau
Thomas Soltau (Gundsø, 11 marzo 1982) è un ex cestista e allenatore di pallacanestro danese.

## Palmarès
- Campionato italiano: 1

Pall. Treviso: 2002-03